# Acidi grassi monoinsaturi

L'acido palmitoleico è un esempio di grasso monoinsaturo della serie Omega-7, costituente tipico dei trigliceridi del tessuto adiposo.

Gli acidi grassi monoinsaturi (o acidi grassi monoenoici, indicati con l'acronimo MUFA, dall'inglese MonoUnsaturated Fatty Acids) sono acidi grassi caratterizzati dall'avere un solo doppio legame tra tutti quelli presenti tra i vari atomi di carbonio; differiscono in questo dagli acidi grassi saturi (che posseggono solo legami singoli) e da quelli polinsaturi (che hanno invece numerosi doppi legami).

## Grassi monoinsaturi nell'alimentazione

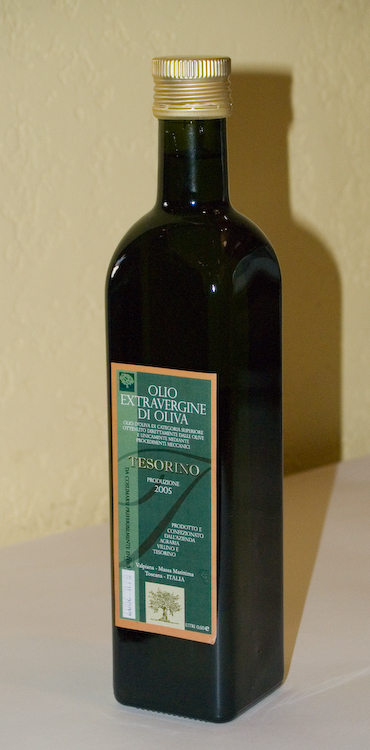
L'olio di oliva è un esempio di olio ad elevato contenuto di grassi monoinsaturi.

In campo alimentare, questi grassi si trovano in buona quantità nell'olio di oliva e in tutti gli altri oli vegetali (olio di semi vari, di soia, di girasole). Essi sono considerati grassi "buoni", in quanto favoriscono la sostituzione del colesterolo LDL presente nel sangue, causa di infarti e di ostruzioni vascolari, con colesterolo HDL, che non rappresenta invece una fonte di pericolo per l'organismo. La dieta mediterranea, conosciuta per i suoi positivi effetti sulla salute, deve questo merito soprattutto all'uso dell'olio di oliva come grasso di uso quotidiano, a differenza di altri tipi di diete che utilizzano grassi saturi di origine animale (ad esempio quella dell'Europa centrale e settentrionale).
Nello specifico, l'acido grasso monoinsaturo presente nell'olio di oliva, l'acido oleico, si utilizza per misurare l'acidità del suddetto prodotto da cucina: per poter essere considerato un olio di alta qualità, il valore dell'acidità deve essere inferiore allo 0,8%, ovvero devono essere presenti meno di 0,8 grammi di acido oleico libero in 100 grammi totali d'olio.
Esistono naturalmente anche diversi altri esempi di acidi grassi monoinsaturi; alcuni sono:
- L'acido palmitoleico, che è presente nei grassi del latte, negli oli di pesce, nell'olio di colza e nel foie gras e che possiede le stesse qualità dell'acido oleico;
- L'acido vaccenico, che come fa giustamente immaginare il suo nome è presente nel grasso bovino.
- L'acido elaidico, che si trova nelle masse grasse degli erbivori e in particolare dei ruminanti;
- L'acido gadoleico, anch'esso rintracciabile nell'olio di colza.

| n° atomi di C: n° doppi legami | posizione dei doppi legami | nome comune                           | nome IUPAC                   | formula chimica                    | punto di fusione (°C) | fonti                                                                            |
| ------------------------------ | -------------------------- | ------------------------------------- | ---------------------------- | ---------------------------------- | --------------------- | -------------------------------------------------------------------------------- |
| 14:1                           | 9                          | acido miristoleico                    | acido cis-9-tetradecenoico   | C14H26O2 CH3(CH2)3CH=CH(CH2)7COOH  | -4                    |                                                                                  |
| 16:1                           | 6                          | acido sapienico                       | acido cis-6-esadecenoico     | C16H30O2 CH3(CH2)8CH=CH(CH2)4COOH  | -                     | sebo umano                                                                       |
| 16:1                           | 9                          | acido palmitoleico                    | acido cis-9-esadecenoico     | C16H30O2 CH3(CH2)5CH=CH(CH2)7COOH  | -0,5                  | grassi del latte, grassi di riserva degli animali, oli di pesce, grassi vegetali |
| 17:1                           | 10                         | acido eptadecenoico                   | acido cis-10-eptadecenoico   | C17H32O2 CH3(CH2)5CH=CH(CH2)7COOH  | -0,5                  | grassi del latte, grassi di riserva degli animali, oli di pesce, grassi vegetali |
| 18:1                           | cis-9                      | acido oleico                          | acido cis-9-ottadecenoico    | C18H34O2 CH3(CH2)7CH=CH(CH2)7COOH  | 16                    | olio di oliva, in tutti i grassi naturali                                        |
| 18:1                           | trans-9                    | acido elaidinico                      | acido trans-9-ottadecenoico  | C18H34O2 CH3(CH2)7CH=CH(CH2)7COOH  | 45                    | nei grassi dei ruminanti                                                         |
| 18:1                           | trans-11                   | acido vaccenico acido trans-vaccenico | acido trans-11-ottadecenoico | C18H34O2 CH3(CH2)5CH=CH(CH2)9COOH  | 40                    | principalmente nei grassi dei ruminanti                                          |
| 18:1                           | cis-11                     | acido asclepico acido cis-vaccenico   | acido cis-11-ottadecenoico   | C18H34O2 CH3(CH2)5CH=CH(CH2)9COOH  | 15                    | olio di acanto o di olivello                                                     |
| 18:1                           | cis-6                      | acido petroselinico                   | acido cis-6-ottadecenoico    | C18H34O2 CH3(CH2)10CH=CH(CH2)4COOH | 30                    |                                                                                  |
| 18:1                           | trans-6                    | acido petroselaidico                  | acido trans-6-ottadecenoico  | C18H34O2 CH3(CH2)10CH=CH(CH2)4COOH | 54                    |                                                                                  |
| 20:1                           | 9                          | acido gadoleico                       | acido cis-9-eicosenoico      | C20H38O2 CH3(CH2)7CH=CH(CH2)9COOH  | 24,5                  | olio di colza                                                                    |
| 20:1                           | 11                         | acido gondoico                        | acido cis-11-eicosenoico     | C20H38O2 CH3(CH2)7CH=CH(CH2)9COOH  | 23,5                  | oli di pesce                                                                     |
| 22:1                           | 11                         | acido cetoleico                       | acido cis-11-docosenoico     | C22H42O2 CH3(CH2)9CH=CH(CH2)9COOH  | -                     | oli di pesce                                                                     |
| 22:1                           | 13                         | acido erucico                         | acido cis-13-docosenoico     | C22H42O2 CH3(CH2)7CH=CH(CH2)11COOH | 34,7                  | olio di colza                                                                    |
| 24:1                           | 15                         | acido nervonico                       | acido cis-15-tetracosenoico  | C24H46O2 CH3(CH2)7CH=CH(CH2)13COOH | 39                    | -                                                                                |